# خط الطومار
خط الطومار أو الخط الطوماري (الطومار: الصحيفة أو الورقة الملفوفة والمشدودة والمحزّمة) هو أحد الخطوط العربية، والأساس في الخطوط الموزونة، وهو نوع كبير من خط النسخ، يتميز بضخامة الحجم ووضوح المعالم ودقة النهايات، وحرفا الفاء والقاف في هذا الخط تكون أواسطها محدودة وجنباتها مدورة.